# Trichaea hadriana
Trichaea hadriana là một loài bướm đêm trong họ Crambidae.